# Bromska palatset

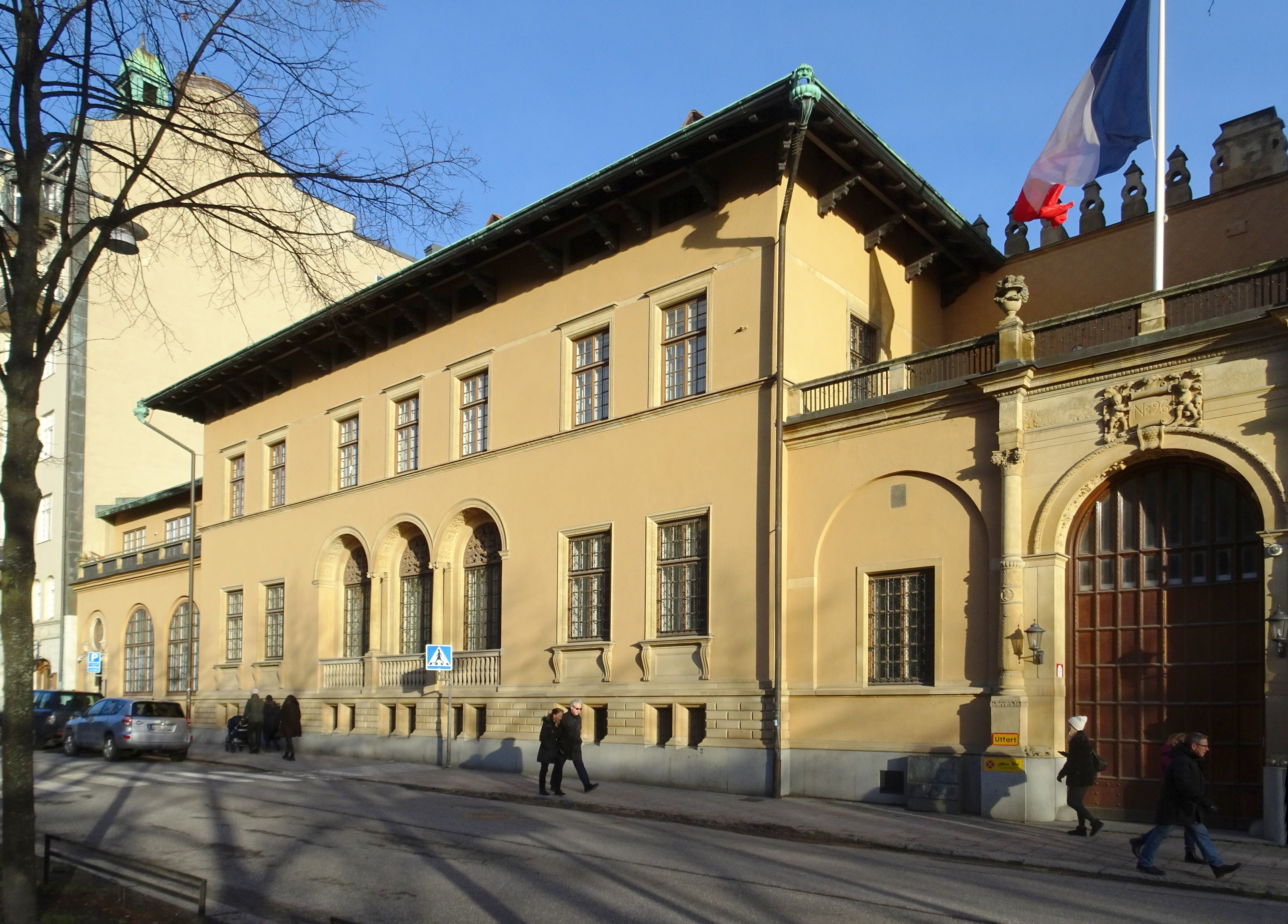
Bromska palatset i januari 2021.

Bromska palatset ett privatpalats beläget vid Narvavägen 26 i kvarteret Fanan på Östermalm i Stockholm. Huset byggdes för konsul Gustaf Emil Broms och dennes familj 1898–1900 enligt arkitekterna Erik Lallerstedts och Ludwig Petersons ritningar. Sedan 1921 ägs fastigheten av den franska staten. Det används idag som den franske ambassadörens residens. Huset är blåmärkta av Stadsmuseet i Stockholm vilket innebär "att bebyggelsen bedöms ha synnerligen höga kulturhistoriska värden".

## Historik

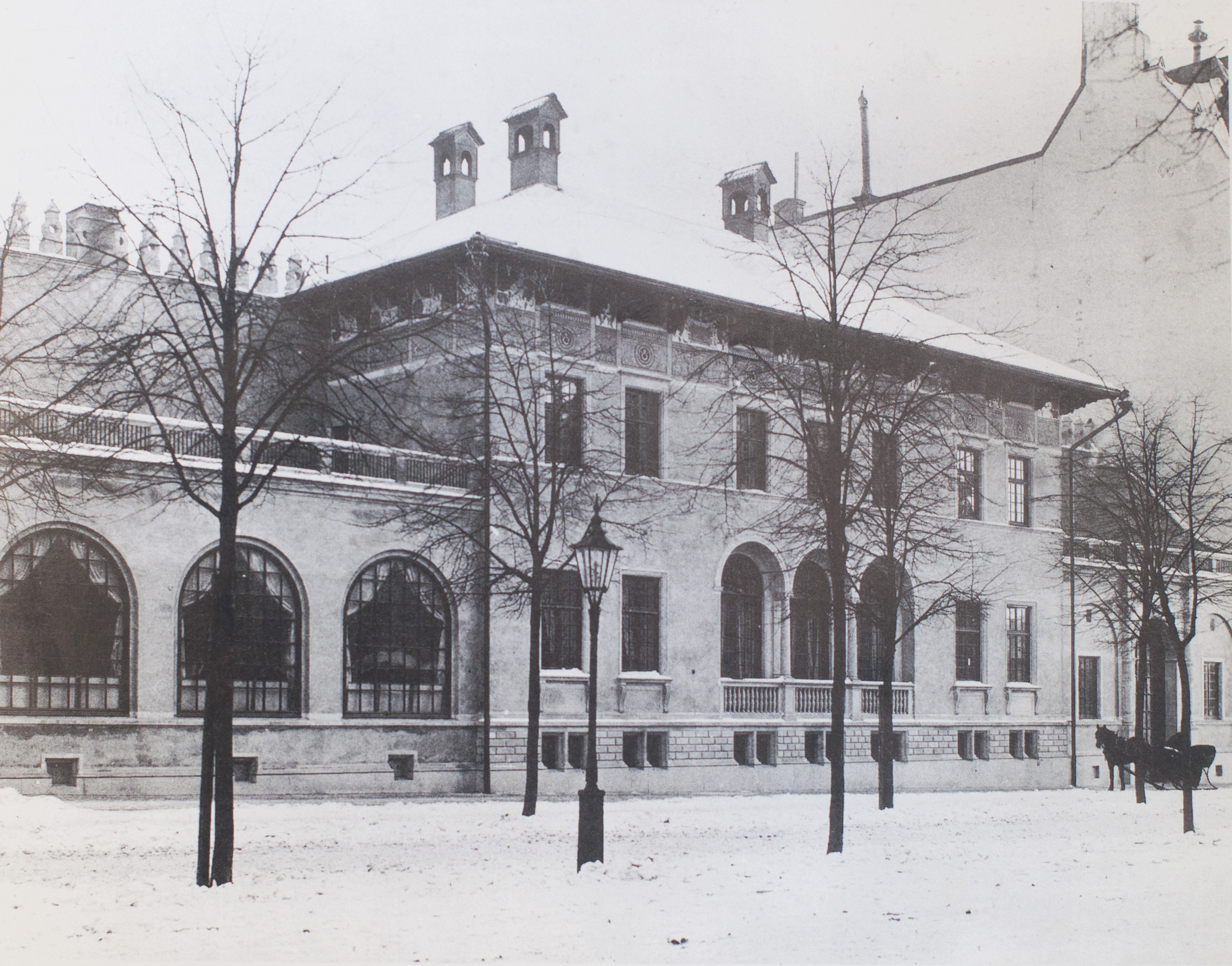
Palatset kring 1900.

### Byggherren
Husets byggherre konsul Gustaf Emil Broms gjorde en framgångsrik karriär som industriman. Han föddes i Stockholm 1849 som äldste son till handlaren Carl Abraham Broms och Fredrika Beata Charlotta Wertfors. Efter att ha inlett karriären i trävarubranschen kom Broms 1891 tillsammans med överste Carl Otto Bergman och direktör David Hummel bilda AB Gellivare Malmfält och året där på övertog man aktiemajoriteten i LKAB. Bolaget råkade dock i ekonomiska svårigheter och 1903 sålde Broms aktierna till Trafikaktiebolaget Grängesberg-Oxelösund. Han utverkade därvid en royalty, som under 50 års tid skulle ge honom tio öre per sålt malmton.
Broms hade en stor familj om fem söner. Man bodde till en början i det Bünsowska huset vid Strandvägen men ställningen som framstående industriman fordrade en mer magnifik bostad. Han förvärvade därför en tomt i kvarteret Fanan, utmed den ännu inte fullt bebyggda Narvavägen. Han lät han arkitekterna Erik Lallerstedt och Ludwig Peterson utarbeta ritningarna till det nya privatpalatset.

### Byggnaden

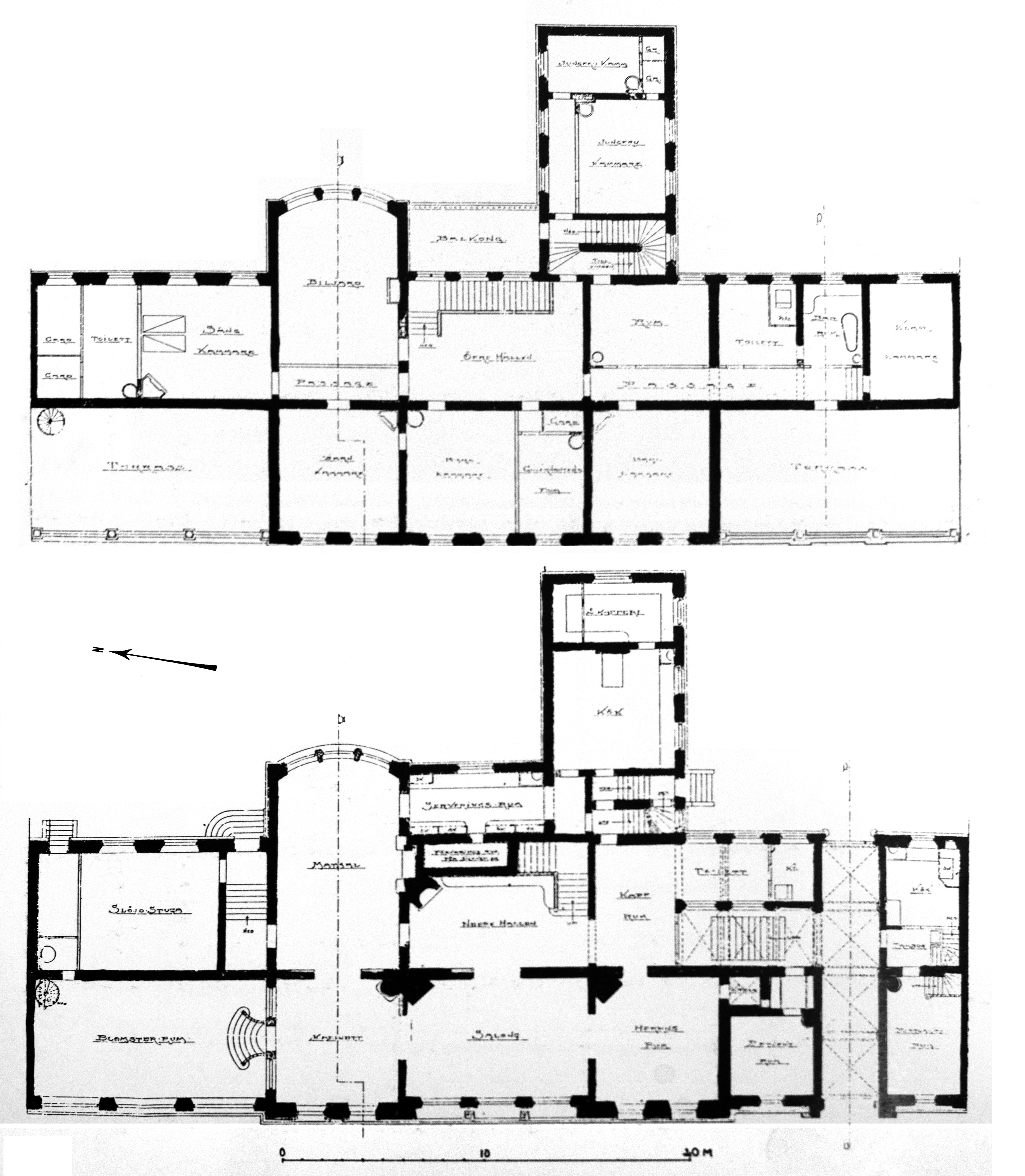
Planritning.

Bromska palatset uppfördes 1898–1900 av byggmästaren E W Berggren. Byggnaden för tanken till ett italienskt renässanspalats. En något högre tvåvåningsbyggnad omges av lägre envåningsbyggnader som kröns av en balustrad och, något indragen mot gården, med en rad tinnar. Fasaderna är slätputsade och avfärgade i gulockra kulör. Ursprungligen var mittbyggnadens mur närmast under taket dekorerad med sgraffitomålningar. Takstolens tassar kragar ut cirka 1,5 meter från fasaden och är rikt ornamenterade. Hängrännan i koppar avslutas i hörnen med en vattenkastare i form av ett manshuvud, även det i koppar. Genom ett portvalv i den södra flygeln förbinds gatan med den inneliggande gården.
På bottenvåningen inrymdes representationsrum. På ömse sidor av salongen fanns ett herrum (kallat Röda salongen idag) och ett kabinett (idag Blå salongen), som ledde ner till det så kallade "blomsterrummet" i den norra flygeln. Den södra flygeln fanns förutom portvalv och entré även utrymmen för tjänstefolk. Matsalen låg mot trädgården, där fanns en tennisbana. På gården hölls också en ko och några höns. På övervåningen låg bostadsrum för familjen. 
Bostaden utrustades med varmluftsburen centralvärme och WC. Den totala lokalytan var cirka 1 600 kvadratmeter, varav 810 kvadratmeter fungerade som bostadsutrymme för familjen
Gustaf Broms dog redan 1903, men hans hustru bodde kvar i palatset fram till 1920. Byggnaden köptes av franska staten 1921 för dess legation i Sverige. Sedan 1997 ligger den franska ambassaden på Kommendörsgatan, medan Bromska palatset inrymmer den franske ambassadörens residens. Under årens lopp har det genomgått vissa förändringar; bland annat har en port tagits upp mot Narvavägen i Den norra flygeln och en ny flygel uppförts mot den norra tomtgränsen. 
Byggnaden räknas som ett av Stockholms sista privatpalats, vid sidan av Hallwylska, von Rosenska och Sagerska palatsen. Den blåklassad av Stockholms Stadsmuseum, vilket innebär att byggnadens kulturhistoriska värde motsvarar fordringarna för byggnadsminnen i Kulturmiljölagen

### Byggnadsdetaljer

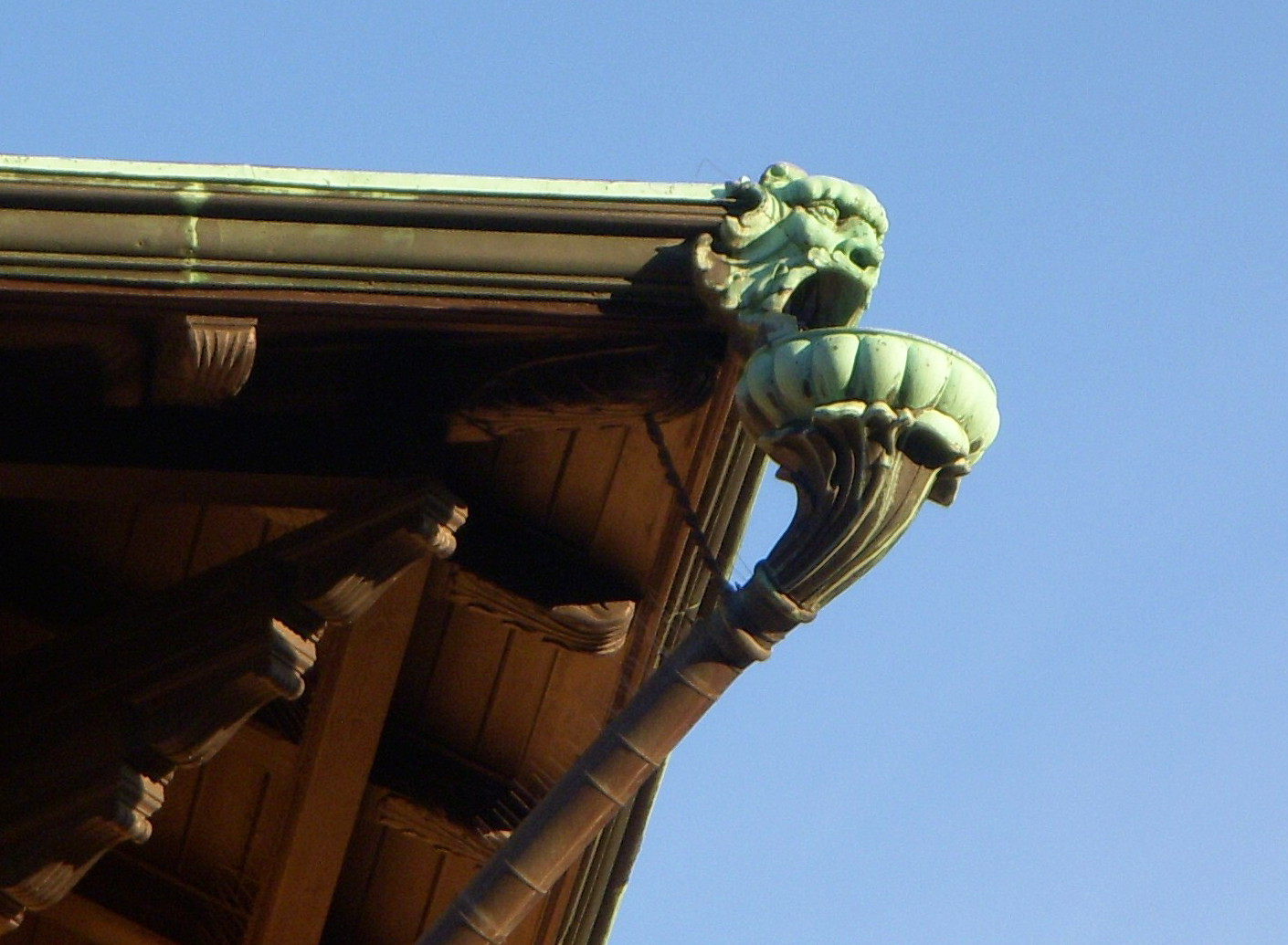
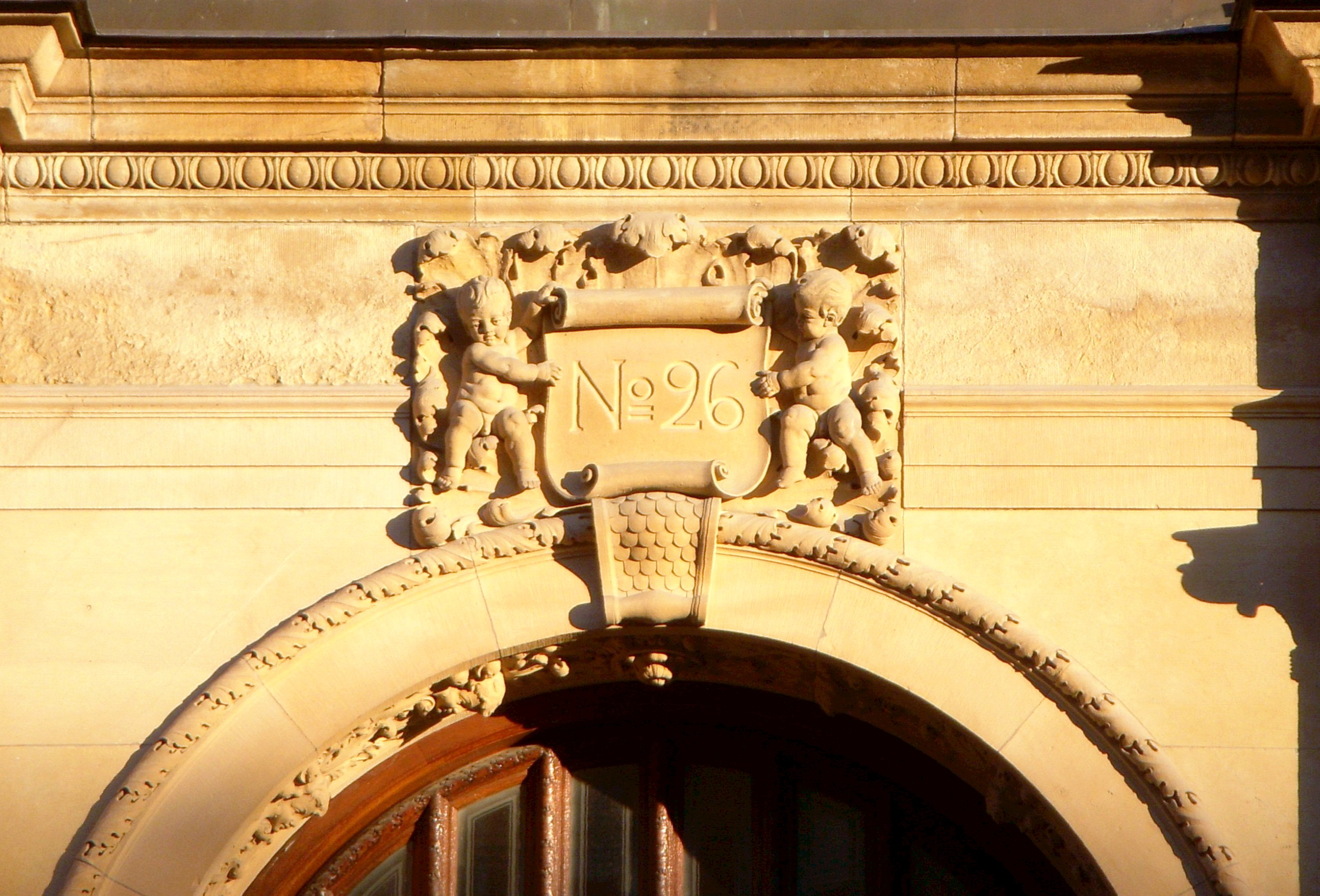
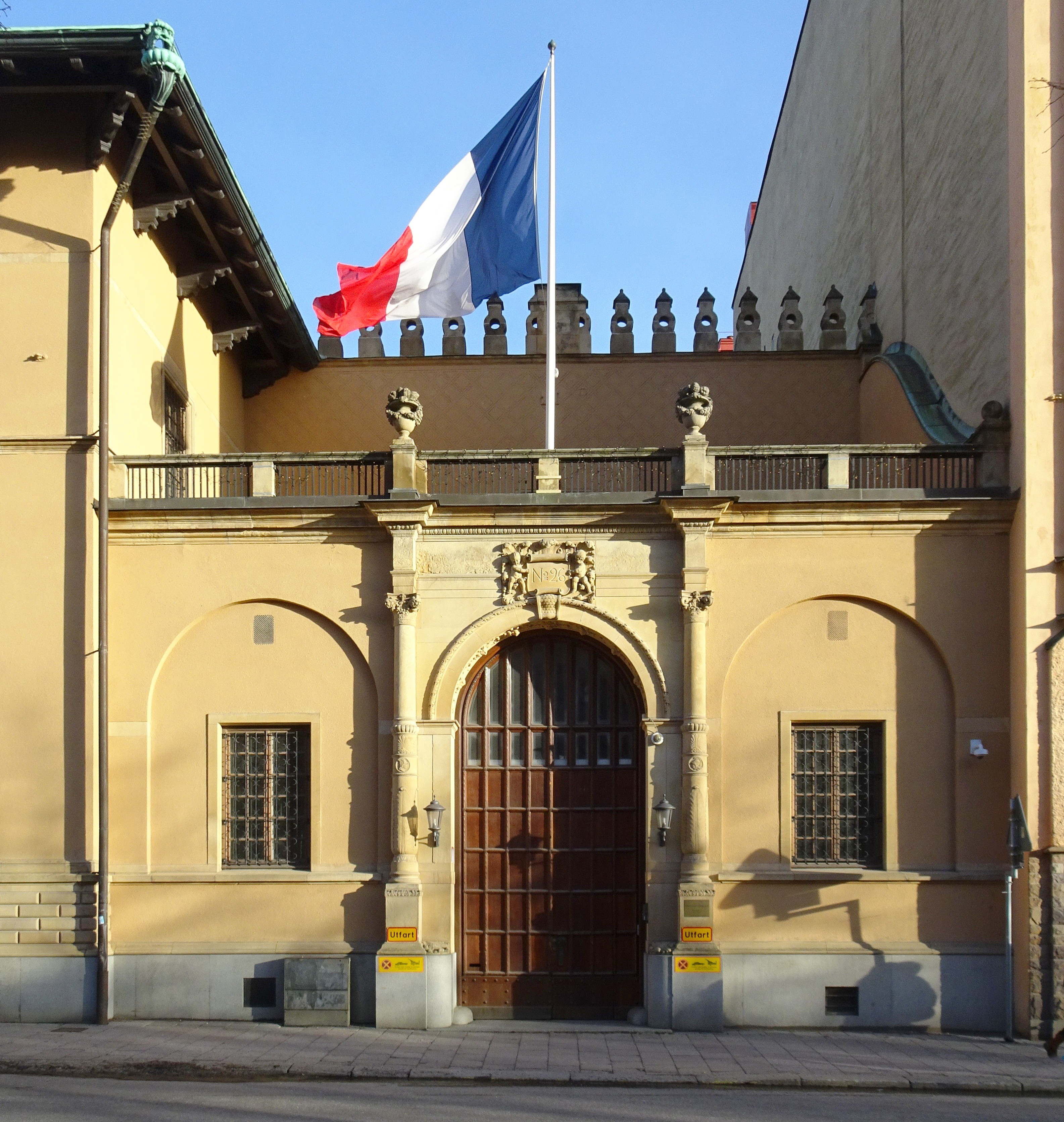
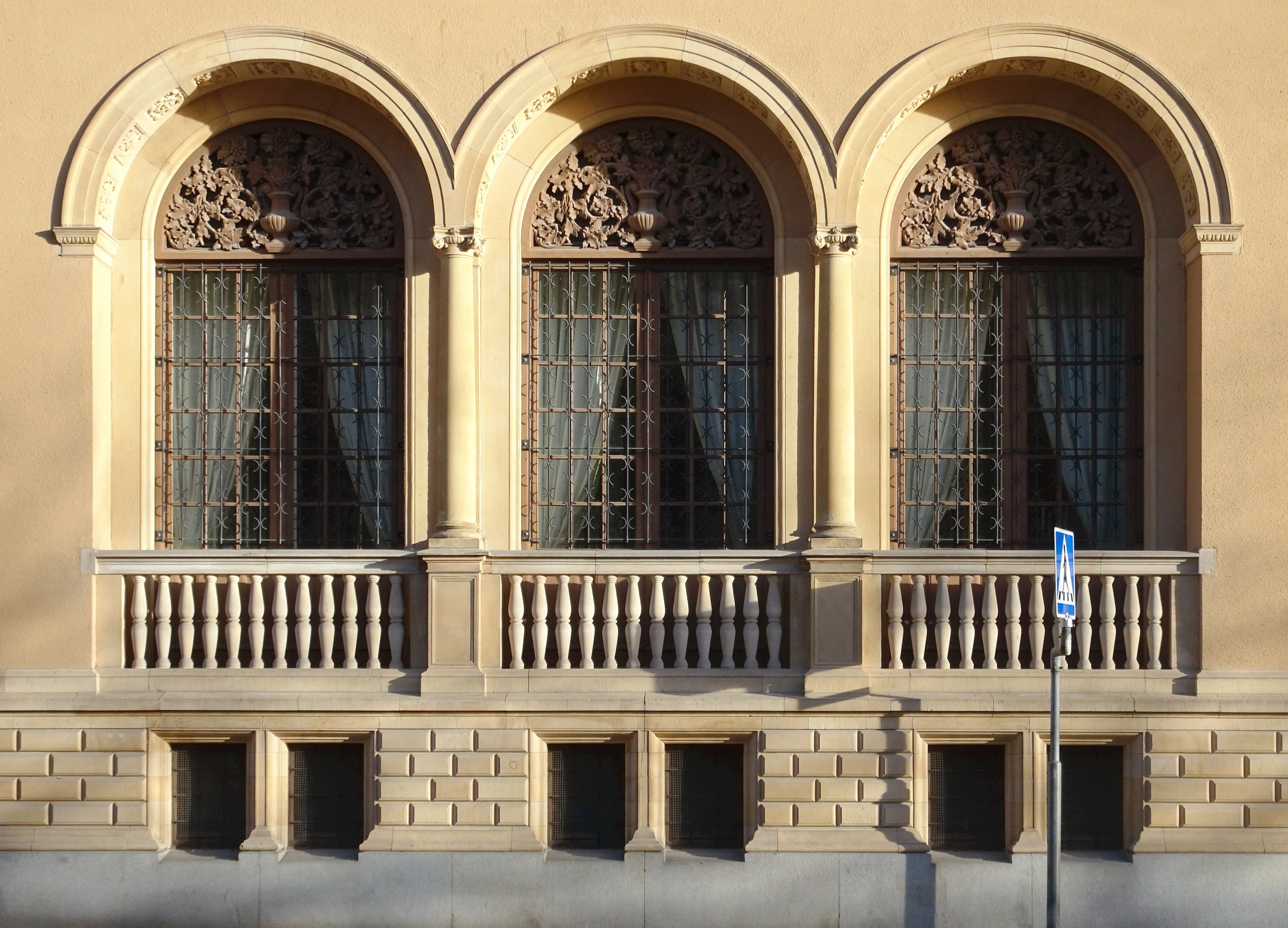
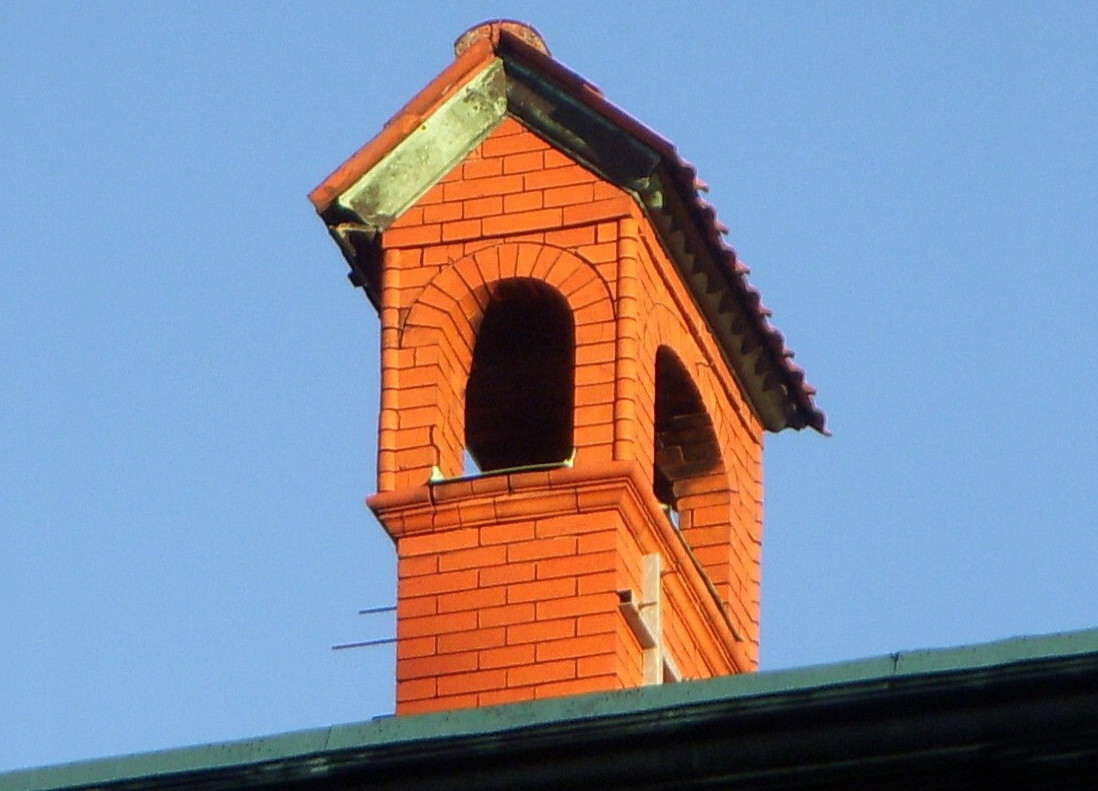